# Черноморская шиповатая игла-рыба
Черноморская шиповатая игла-рыба (лат. Syngnathus schmidti) — вид лучепёрых рыб семейства игловых.

## Описание
Количество туловищных колец (12) 13—17, число хвостовых колец 36—41 (42—44). Наибольшая длина тела 16 см, масса 1,20 г. Продолжительность жизни неизвестна. Тело очень длинное и низкое, не сжатое по бокам, с хорошо выраженными гранями. Имеется спинной, грудные и анальный плавники. На заднем конце гребней щитков туловищных и хвостовых колец являются острые шипики, что вместе с гребнями делает тело, в отличие от других морских игл, не только шершавым, но и колючим. Под основанием спинного плавника не менее 13 колец. Обе половины грудной пояса неподвижны, сросшиеся между собой, под ними есть непарная брюшная пластинка, передний (верхний) край обеих половин пояса плавно закругленный. Рыло длинное, хоботообразное, низкое, несколько сжатое с боков, его длина составляет в среднем 58-61 % длины головы. Глаза большие, выпуклые, их диаметр более чем вдвое превышает высоту рыла. Окраска спины тёмная, серовато-голубоватая, с поперечными чёрными полосами, бока тела и жаберная крышка серовато-серебристые, серебристые. Брюхо молочно-серебристое или серебристое.

## Ареал
Чёрное море. Встречается в том числе вдоль черноморского побережья Крыма и в северо-западной части Чёрного моря (остров Тендра), вид отмечался также в Азовском море (напротив устья реки Кальмиус).

## Биология
Биология изучена недостаточно. В отличие от всех других морских игл, ведёт исключительно пелагический образ жизни, изредка встречается и в прибрежной зоне. Держится небольшими группами, обычно в приповерхностных и поверхностных слоях воды (больше всего в верхнем 10-метровом слое), хотя отмечена и из глубин 100 м. Половой зрелости достигает на втором году жизни при длине тела около 7 см. Размножение в апреле-октябре. У самки длиной 9,3 см плодовитость составляла 95 икринок, самцы вынашивают в выводковых камерах до 476 потомков. Нерест многопорционный, в одной порции насчитывали 100 (58-116) икринок. Питается планктонными беспозвоночными животными, преимущественно ракообразными.